# Novela gráfica

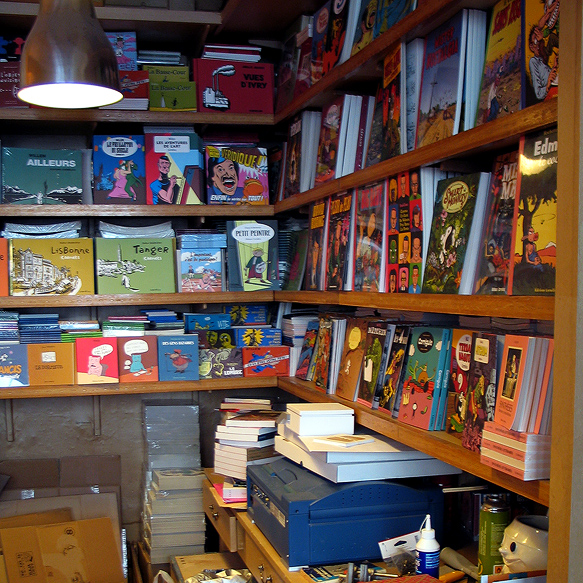
Novelas gráficas dispuestas para su venta en una librería especializada.

Novela gráfica es un formato de historieta que contiene una narración unitaria, donde se presentan temas generalmente profundos e historias extensas. Además, en un sentido diacrónico, es un movimiento vanguardista del siglo XXI heredero de la historieta alternativa y con difusión internacional, que abarca tanto cómic estadounidense (Charles Burns, Daniel Clowes, Gary Panter, Joe Sacco, Seth como francófono (Guy Delisle, Marjane Satrapi) e incluso español (Paco Roca,  Luis Durán...), israelí (Rutu Modan) y japonés (Jiro Taniguchi), cuya figura central es Chris Ware. Como tal, implica una revolución de las historias abordadas, más allá de la revolución gráfica producida desde los años 70. Puede considerarse, en este sentido, "como el último (hasta ahora) de los varios intentos hechos por el cómic de asaltar la fortaleza de la respetabilidad cultural". Toda esta polisemia ha llevado a confusiones y contradicciones entre los diversos autores, expertos y lectores. Se reconoce como la primera novela gráfica a la obra El Eternauta (1957) de Héctor Germán Oesterheld; aunque la primera obra autoproclamada como novela gráfica fue Contrato con Dios (1978) de Will Eisner.

## Cómics en diferentes lugares

### En España
En España, la revista Monos (1904-08) subtitulaba como "la primera novela gráfica española" a la serie Travesuras de Bebé. Muchos años después, en 1948, se iniciaba la colección La novela gráfica, de Ediciones Reguera, cuya publicidad indicaba

La novela gráfica os dará a conocer las mejores novelas de la literatura mundial por medio de dibujos explicados. Cada número contendrá el argumento completo de una novela de amor, aventuras, pasión o intriga, siempre dedicado a las personas mayores. Aparecerán dos números al mes.

No solo estos tebeos románticos llevaron esta denominación, sino también las ediciones de superhéroes y demás personajes estadounidenses por parte de Editorial Dólar a partir de 1958. La expresión "Novelas" (o "Historias") "Gráficas para adultos" se usaba de subtítulo para seriales de formato vertical y mediana extensión que teóricamente se dirigían a lectores "adultos".
Estas publicaciones dominaron el mercado español desde mediados de los sesenta, con la crisis del cuaderno de aventuras apaisado, hasta el inicio del boom de las revistas de cómic adulto en los setenta. Muchas editoriales frecuentaron entonces el formato:
- Ferma: Damita (1958), Combate (1962), Oeste (1963), Grandes Batallas (1963), Agente 007 James Bond (1965), Extra Combate (1965), Agente Secreto (1966), Megatón (1966);
- Bruguera: Sissi. Novelas gráficas (1959), As de Corazones (1961), Celia (1963), Capricho (1963), Sospecha (1965), Línea de fuego (1965), Calibre 44 (1966);[11]
- Toray: Salomé (1961), Novelas Gráficas de Hazañas Bélicas (1961), Brigada Secreta (1962), Novelas Gráficas Clásicas (1962), Relatos de Guerra (1962), Babette (1964), Sioux (1964), Espionaje (1965), Las Enfermeras (1966), Hurón (1967), Robot 76 (1967);[12]
- Semic: Eddie Constantine (1964), Cherie (1965), Poker (1965), El Santo (1965), Valor (1965), Historias para no dormir (1965);
- Rollán: Aventuras del FBI (1964), Romance Gráfica(1965);
- Ediciones Vértice: Zarpa de Acero (1964), Mytek (1965), Amor Ye-Ye (1965), Selecciones Vértice de aventuras (1966), Kelly "Ojo mágico" (1967), Spiderman (1967), El Hombre de Hierro (1969), Patrulla X (1969), Spider-Man (1969), La Masa (1970), etc;
- Ibero Mundial": Ringo "Ley" (1965), Gringo (1970).

Los de tema romántico entraron en decadencia ante la competencia de la fotonovela, que no estaba tan limitada por la censura, pero pronto se sumaron al formato editoriales tendentes al denominado "mercado de la pobreza":
- Boixher: K-2, agente secreto (1966), Año 3.000 (1968), Cascos de Acero (1969);
- Galaor: Bufalo Bill (1967), Batallas decisivas (1968), Hero-Man (1969), La Tierra del futuro (1969);
- Petronio: Extra ¡¡Action!! (1969), Tampa (1970);
- Vilmar Ediciones: Caravana (1971), Oeste (1971), El Sargento Tigre (1972).

También Buru Lan lo usó: Zagor (1971), Ben Bolt (1973).

### En México
En 1940 la revista Pepín ya se publicaba como semanario y posteriormente diario de "Novelas Gráficas"
En la actualidad (2020), la Novela Gráfica Mexicana atraviesa un periodo de auge en gran medida apoyado por los premios estatales Jóvenes Creadores y Tierra Adentro, entre los autores clave de la generación podemos encontrar a Pau Márquez, Perro Prieto, Augusto Mora, Edgar Camacho, o a los vanguardistas Verde Agua, Camilo Cadena, entre otros.

### En Estados Unidos
En Estados Unidos, el término inglés graphic-novel surge en los años 1960, junto a otros términos como comic novel, graphic album, novel-in-pictures o visual novel. Las primeras apariciones conocidas del término en Estados Unidos son las siguientes:
- Noviembre de 1964: Richard Kyle lo utiliza en CAPA-ALPHA n.º 2, un boletín publicado por la Comic Amateur Press Alliance, volviéndolo a hacer en su Fantasy Illustrated #5 de 1966.
- 1976:
  - En la cubierta de "Bloodstar", de Richard Corben, que adaptaba una historia de Robert E. Howard;
  - En la contracubierta de la recopilación de "Beyond Time and Again" de George Metzger, publicada originalmente de forma serializada entre 1967 y 1972, y
  - En el prólogo de "Chandler: Red Tide" de Jim Steranko, aunque, realmente, se tratara más bien de prosa ilustrada.
- 1978: En la cubierta de la versión en tapa blanda (pero no en la de tapa dura) de "Contrato con Dios", de Will Eisner. Según Eisner, se inspiró para crear el término en las novelas en imágenes publicadas en los años 30 por Lynd Ward. El éxito de ventas y crítica de la obra populariza, en cualquier caso, el término, llegando a atribuirse a Eisner su invención, lo cual crearía luego cierta polémica.[21]

En 1982, el término era tan popular que la Editorial Marvel Comics lanzaría la línea Marvel Graphic Novel, cuyo primer número sería La muerte del Capitán Marvel de Jim Starlin.

### En Puerto Rico
Editorial El Antillano es un colectivo compuesto de escritores, investigadores, dibujantes y diseñadores gráficos que se especializan en la novela gráfican Puerto Rico. Edgardo Miranda-Rodríguez es el creador de la superheroína La Borinqueña. Estados Unidos de Banana es una novela gráfica escrita por la autora puertorriqueña Giannina Braschi con Joakim Lindengren, sobre el capitalismo estadounidense. Esta novela gráfica vislumbra la crisis fiscal y de deuda pública de Puerto Rico como el principio de la desintegración del «Imperio Americano».

### En Francia
Por la década de 1980, tres editoriales francesas tenían colecciones en las que se aplicaba la palabra roman (novela) al cómic. "Romans BD", de Flammarion, se distinguían de los álbumes clásicos por su menor tamaño; "Roman graphique", de los Humanoides Asociados, agrupaba todos los títulos que no eran parte de una serie; mientras que en el lado de "Romans (À Suivre)", de Casterman - colección inspirada en La Balada del Mar Salado de Hugo Pratt -, las historias se distinguían sobre todo por su longitud inusual. Tres colecciones, y tres conceptos diferentes.
Este término, junto con otros como "Nouvelle Bande Dessinée" designa buena parte de las obras producidas por las editoriales independientes que surgieron a partir de los noventa como L'Association o Éditions Cornélius, así como las obras publicadas por editoriales comerciales a imitación de las primeras.
En la década de 2000, ninguna colección volverá a colocarse directamente bajo la bandera de 'novela', el término 'novela gráfica' se irá imponiendo mientras tanto como categoría genérica.

## Trayecto y reconocimiento

### Primer boom
Allá por 1983, el especialista Javier Coma estudiaba en uno de sus artículos la evolución de la cómic-novela a través de las siguientes obras:
- His Name is... Savage (Adventure House Press, 1968), y
- Blackmark (Bantam Books, 1971), ambas de Gil Kane;
- Tarzán de los monos (Watson Guptill, 1972) de Burne Hogarth;
- The First Kingdom (1974-86) de Jack Katz;
- Jungle Tales of Tarzan (1976), también de Burne Hogarth;
- Schlomo Raven (1976) de Tom Sutton;
- Starfawn (1976) de Stephen Fabian;
- Las ya citadas Bloodstar de Richard Corben y
- Chandler: Marea Roja de Jim Steranko (1976);
- Empire (1978), de Howard Chaykin;
- The Silver Surfer (1978), de Stan Lee/Jack Kirby;
- Contrato con Dios (1978) de Will Eisner;
- Sabre (1978) de Don McGregor/Paul Gulacy,
- The Stars My Destination (1979) de Howard Chaykin;
- Live in another planet (1979-80), de Will Eisner;
- Swords of Heaven, Flowers of Hell (1980) de Howard Chaykin;
- Metamorphosis Odyssey (1980) de Jim Starlin;
- Almuric (1980) de Roy Thomas/Tim Conrad, y
- Comanche Moon (1979) y
- Los Tejanos (1982), ambas de Jaxson.

Sin embargo, las obras que iniciaron el primer boom de la novela gráfica, ya en los años 80, fueron publicadas de forma serializada: Maus (1980), una biografía de un superviviente del Holocausto realizada por Art Spiegelman que ganó el Premio Pulitzer en 1992; las historietas de superhéroes Batman: The Dark Knight Returns de Frank Miller y Watchmen de Alan Moore/Dave Gibbons, ambas editadas por DC Comics en 1986

### Segundo boom
A principios del nuevo siglo, se produce un segundo auge de la novela gráfica, avalado ya por editoriales no convencionales y que incluye fundamentalmente obras de los nuevos autores norteamericanos como Chris Ware, Daniel Clowes, Seth o Craig Thompson, y francófonos, ya sean canadienses (Pyongyang, de Guy Delisle, 2004), francesas (La Ascensión del Gran Mal de David B., 1996 o Persépolis de Marjane Satrapi, 2000) o suizas (Píldoras azules de Frederik Peeters, 2001), generalmente de temática costumbrista.
Varios factores han propiciado este segundo boom:
- La extensión de las librerías especializadas, y la entrada del cómic en librerías generalistas y grandes superficies, en detrimento del quiosco.
- La imposibilidad de los historietistas de ser considerados como grandes artistas visuales dada su inadecuación a los mecanismos económicos y de promoción de la "institución arte", lo que les habría impulsado a buscar el reconocimiento en el ámbito literario.[2]
- La influencia del manga, que ha ayudado a los autores occidentales a perder el miedo a los relatos de largo aliento.
- La mejora tecnológica, que permite romper el monopolio que en Europa ostentaban los álbumes de 48 a 64 páginas, como consecuencia de las restricciones de papel derivadas de la II Guerra Mundial.[4]

Este formato libro permitiría así, y en palabras de Paco Roca

muchas más páginas, una narrativa diferente y una mayor cabida de diferentes temáticas y enfoques gráficos.

## Crítica
El término de novela gráfica se usa mucho por editores y periodistas, pero ha encontrado resistencias entre autores y teóricos:
Algunos de los considerados representantes del movimiento buscan incluso términos alternativos con los que designar sus obras: Comic strip-novel (Daniel Clowes), comic-strip biography (Chester Brown), picture novella (Seth), illustrated novel (Craig Thompson) o graphic memoir (David Heatley).
Algunos teóricos consideran a la novela gráfica indistinguible del tradicional álbum. Otros, como el ya citado Juan Antonio Ramírez, parten de la base de que el cómic ha sido y es un "arte grande" que no necesita engancharse a otras modalidades creativas para alcanzar madurez expresiva, emoción y calidad. Cabe destacar que en Francia la historieta ha gozado tradicionalmente de mayor respeto y reconocimiento que en otros países occidentales, como lo declara Alejandro Jodorowsky.
Con frecuencia la consideración de una historieta como novela gráfica se debe a motivos comerciales o de prestigio, quedando tal atribución como algo muy subjetivo.